# Bukayo Saka
Bukayo Ayoyinka T. M. Saka (* 5. září 2001 Ealing) je anglický profesionální fotbalista, který hraje na pozici křídelníka nebo levý bek za klub hrající anglickou Premier League Arsenal FC a za anglický národní tým.

## Klubová kariéra
Saka se narodil v Ealingu ve Velkém Londýnu. Saka je nigerijského původu, oba jeho rodiče emigrovali do Londýna za prací z Nigérie.

### Arsenal
Svou kariéru zahájil v akademii Arsenalu. Ve věku 17 let podepsal Saka profesionální smlouvu s Arsenalem a byl přesunut do týmu do 23 let. 29. listopadu 2018 debutoval v A-týmu v zápase Evropské ligy proti ukrajinskému týmu Vorskla Poltava. Nastoupil v 68. minutě za Aarona Ramseyho. Dne 13. prosince 2018 Saka celých 90 minut utkání proti Qarabağu v téže soutěži. 1. ledna 2019 debutoval Saka v Premier League při vítězství 4:1 proti Fulhamu, když v 83. minutě nahradil Alexe Iwobiho.

#### Sezóna 2019/20
Saka vstřelil svůj první seniorský gól 19. září v Evropské lize UEFA proti Eintrachtu Frankfurt. V zápase, který skončil výhrou 3:0, si připsal ještě dvě další asistence. Saka byl odměněn za svůj výkon v Německu svým prvním startem v Premier League, a to při domácím vítězství 3:2 nad Aston Villou. V zápase na Old Trafford proti Manchesteru United asistoval na vyrovnávací gól Pierra-Emericka Aubameyanga.
Po zraněních Seada Kolašinace a Kierana Tierneyho začal Saka nastupovat v základní sestavě Arsenalu na pozici levého obránce. 27. ledna 2020 vstřelil první gól zápasu čtvrtého kola FA Cupu proti Bournemouthu a následně přidal asistenci při druhém gólu, který vstřelil Eddie Nketiah. Asistoval i na gól Alexandra Lacazetta při výhře 1:0 na půdě řeckého Olympiacosu v Evropské lize UEFA. Svou desátou asistenci poskytl v napínavém domácím utkání proti Evertonu, které Arsenal vyhrál 3:2.
1. července 2020 podepsal Saka novou smlouvu s Arsenalem. V zápase proti Wolverhamptonu Wanderers vstřelil svůj první gól v Premier League, když prostřelil Ruie Patrícia a pomohl tak k výhře 2:0. Saka byl nevyužitým náhradníkem při výhře Arsenal nad Chelsea ve finále FA Cupu.

#### Sezóna 2020/21
28. srpna 2020 si Saka připsal asistenci v zápase proti Liverpoolu v Community Shield 2020, který Arsenal vyhrál po penaltovém rozstřelu. 26. prosince 2020 vstřelil svůj třetí gól v Premier League ve svém 40. utkání při výhře 3:1 nad Chelsea. Díky svým výkonům v prosinci 2020 byl zvolen klubovým hráčem měsíce. V lednu byl opět zvolen klubovým hráčem měsíce poté, co vstřelil tři góly a poskytl jednu asistenci v 6 zápasech ve všech soutěžích. Saka byl v únoru potřetí jmenován hráčem měsíce poté, co přispěl jedním gólem a dvěma asistencemi a získal 48 procent hlasů.
6. března 2021 odehrál Saka své 50. utkání v Premier League v drese Arsenalu, ve věku 19 let a 182 dní, při remíze 1:1 proti Burnley, stal se tak druhým nejmladším hráčem v historii klubu, který dosáhl tohoto milníku (první Cesc Fábregas to stihl ve věku 18 let a 236 dní).

## Reprezentační kariéra
V květnu 2018 byl Saka nominován do mužstva Anglie do 17 let na Mistrovství Evropy 2018. Angličané vypadli v semifinále proti Nizozemsku po penaltovém rozstřelu.
V listopadu 2018 získal Saka svoji první pozvánku do týmu Anglie do 19 let. Při svém debutu na této věkové úrovni skóroval v kvalifikaci proti Moldavsku.
4. září 2020 debutoval Saka v Anglické reprezentaci do 21 let při vítězství 6:0 proti Kosovu.
1. října 2020 byl Saka poprvé nominován do anglického seniorského týmu, a debutoval v základní sestavě při vítězství 3:0 nad Walesem.

## Statistiky

### Klubové
K 14. březnu 2021
| Klub    | Sezóna  | Liga           | Liga   | Liga | FA Cup | FA Cup | EFL Cup | EFL Cup | Evropské poháry | Evropské poháry | Ostatní | Ostatní | Celkem | Celkem |
| Klub    | Sezóna  | Liga           | Zápasy | Góly | Zápasy | Góly   | Zápasy  | Góly    | Zápasy          | Góly            | Zápasy  | Góly    | Zápasy | Góly   |
| ------- | ------- | -------------- | ------ | ---- | ------ | ------ | ------- | ------- | --------------- | --------------- | ------- | ------- | ------ | ------ |
| Arsenal | 2018/19 | Premier League | 1      | 0    | 1      | 0      | 0       | 0       | 2               | 0               | —       | —       | 4      | 0      |
| Arsenal | 2019/20 | Premier League | 26     | 1    | 4      | 1      | 2       | 0       | 6               | 2               | —       | —       | 38     | 4      |
| Arsenal | 2020/21 | Premier League | 24     | 5    | 2      | 0      | 2       | 0       | 5               | 1               | 1       | 0       | 34     | 6      |
| Arsenal | Celkem  | Celkem         | 51     | 6    | 7      | 1      | 4       | 0       | 13              | 3               | 1       | 0       | 76     | 10     |
| Celkem  | Celkem  | Celkem         | 51     | 6    | 7      | 1      | 4       | 0       | 13              | 3               | 1       | 0       | 76     | 10     |

### Reprezentační
K 20. listopadu 2023
| Anglie | Anglie | Anglie |
| Rok    | Zápasy | Góly   |
| ------ | ------ | ------ |
| 2020   | 4      | 0      |
| 2021   | 10     | 4      |
| 2022   | 10     | 3      |
| 2023   | 8      | 4      |
| Celkem | 32     | 11     |

### Reprezentační góly
| Gól | Datum              | Místo                                                 | Zápas | Soupeř            | Skóre | Výsledek | Competition                                       |
| --- | ------------------ | ----------------------------------------------------- | ----- | ----------------- | ----- | -------- | ------------------------------------------------- |
| 1.  | 2. června 2021     | Riverside Stadium, Middlesbrough, Anglie              | 5.    | Rakousko          | 1:0   | 1:0      | Přátelský zápas                                   |
| 2.  | 5. září 2021       | Wembley Stadium, Londýn, Anglie                       | 11.   | Andorra           | 4:0   | 4:0      | Kvalifikace na Mistrovství světa ve fotbale 2022  |
| 3.  | 9. října 2021      | Estadi Nacional, Andorra la Vella, Andorra            | 12.   | Andorra           | 2:0   | 5:0      | Kvalifikace na Mistrovství světa ve fotbale 2022  |
| 4.  | 15. listopadu 2021 | Stadio Olimpico di San Marino, Serravalle, San Marino | 14.   | San Marino        | 10:0  | 10:0     | Kvalifikace na Mistrovství světa ve fotbale 2022  |
| 5.  | 21. listopadu 2022 | Chalífův mezinárodní stadion, Ar-Raján, Katar         | 21.   | Írán              | 2:0   | 6:2      | Mistrovství světa ve fotbale 2022                 |
| 6.  | 21. listopadu 2022 | Chalífův mezinárodní stadion, Ar-Raján, Katar         | 21.   | Írán              | 4:0   | 6:2      | Mistrovství světa ve fotbale 2022                 |
| 7.  | 4. prosince 2022   | Stadion Bajt, Al-Chaur, Katar                         | 23.   | Senegal           | 3:0   | 3:0      | Mistrovství světa ve fotbale 2022                 |
| 8.  | 26. března 2023    | Wembley Stadium, Londýn, Anglie                       | 26.   | Ukrajina          | 2:0   | 2:0      | Kvalifikace na Mistrovství Evropy ve fotbale 2024 |
| 9.  | 19. června 2023    | Old Trafford, Manchester, Anglie                      | 28.   | Severní Makedonie | 2:0   | 7:0      | Kvalifikace na Mistrovství Evropy ve fotbale 2024 |
| 10. | 19. června 2023    | Old Trafford, Manchester, Anglie                      | 28.   | Severní Makedonie | 4:0   | 7:0      | Kvalifikace na Mistrovství Evropy ve fotbale 2024 |
| 11. | 19. června 2023    | Old Trafford, Manchester, Anglie                      | 28.   | Severní Makedonie | 5:0   | 7:0      | Kvalifikace na Mistrovství Evropy ve fotbale 2024 |

## Ocenění
Arsenal
- FA Cup: 2019/20[31]
- Community Shield: 2020[32]
- Evropská liga UEFA: 2018/19 (druhé místo)[33]